# Christopher Clavius
 Christopher Clavius o Christoph Clau (1538-1612) va ser un jesuïta alemany, matemàtic, astrònom i un gran gnomonicista. Es pot considerar com un dels primers promotors del calendari gregorià. En els seus últims temps de vida va ser l'astrònom més respectat a Europa i els seus llibres de text van ser emprats a les universitats d'arreu del món durant molt de temps, considerats alguns d'ells com autèntiques enciclopèdies del saber. Clavius va ser anomenat a vegades com l'Euclides del segle xvi.

## Biografia
Clavius va néixer a Bamberg el 25 de març de 1538. Es coneix poc sobre la seva infància, per exemple la seva data exacta de naixement no és segura i pot oscil·lar entre 1537 o 1538. El seu veritable cognom tampoc és molt conegut i és degut al fet que el seu nom de naixement podria haver estat  Christoph Clau  o Klau i el so de la pronunciació alemanya de l'època hauria de sonar semblant a "Clavius", tot i que també podria d'haver estat Christoph Schlüssel (paraula alemanya que significa "clau" o, cosa que és el mateix en llatí "clavis"). De tota manera la paraula clau indica que se'l va prendre per una persona intel·ligent capaç d'obrir i esbrinar els problemes més ocults.
Res esconeix de la seva infància abans d'ingressar a l'orde dels Jesuïtes el 1555 a Roma. Se suposa que abans va estudiar al col·legi jesuïta de Bamberg. A partir de 1556 va estudiar a Coïmbra, sense poder assegurar si va ser a la Universitat de Coïmbra o a l'escola jesuïta de la ciutat, i va ser allà on va conèixer el famós matemàtic portuguès Pedro Nunes com a professor. Després d'aquesta estada va tornar a Roma i va estudiar teologia al Collegio Romano (avui Pontifícia Universitat Gregoriana), institució pedagògica fundada el 1551 pels jesuïtes a Roma. Es pot dir que excepte en els períodes que va estar a Nàpols, el 1596, i la visita que va fer a Espanya el 1597, Clavius va romandre com a professor de matemàtiques al Collegio Romano durant la resta de la seva vida, reemplaçant Baltasar Torres en la càtedra de matemàtiques el 1567. Aquí va disputar amb Benet Perera a propòsit del valor epistemològic de les matemàtiques, a les quals negava Perera la condició de vertadera ciència perquè no consideren les causes ni l'essència de les coses, sinó relacions complexes entre números, línies i figures, mentre Clavius argumentava que l'objecte de les matemàtiques és la matèria mateixa. En aquest debat, anomenat quaestio de certitudine mathematicarum (el perquè de la certesa de les matemàtiques) també van participar altres intel·lectuals no jesuïtes com Francesco Barozzi o Alessandro Piccolomini.

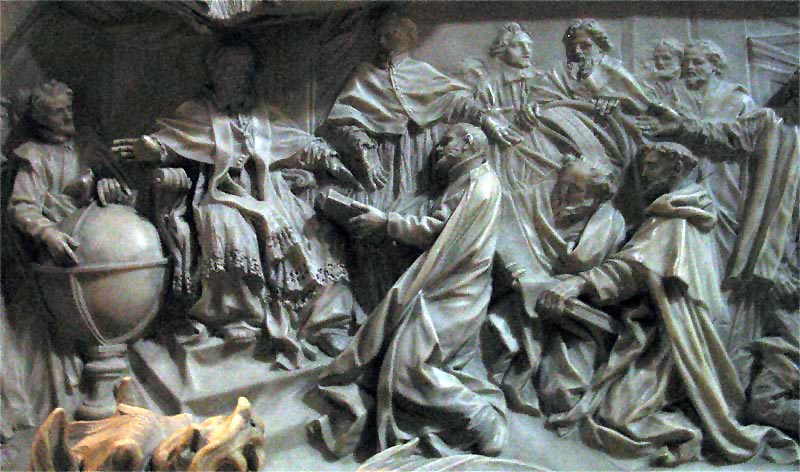
Clavius és l'únic jesuïta, a part d'Ignasi de Loiola, en estar representat a la Basílica de Sant Pere: a la tomba de Gregori XIII, apareix agenollat davant del Papa, entregant-li la reforma del calendari.

El 1579 va ser designat pel Vaticà per calcular les bases de la reforma del calendari amb l'objecte de proporcionar una solució al constant desplaçament de les festes religioses cristianes al llarg dels anys. Ell va contribuir a una solució que finalment es va adoptar el 1582 en els països catòlics per ordre del papa Gregori XIII i que avui en dia encara es fa servir en la majoria del món, el conegut com calendari gregorià.
La proposta de Clavius era que el dimecres 4 d'octubre de 1582 (Calendari julià) hauria de continuar pel dijous 15 d'octubre de 1582 (calendari gregorià). Proposant a més que els anys de traspàs fossin els anys divisibles per quatre, amb excepció d'aquells en els quals la seva xifra acabés en 00 i que fossin divisibles entre 400. Aquesta regla es va aprovar i avui en dia es continua aplicant, fent que puguem gaudir d'un calendari estable per milers d'anys.
La idea de Clavius no va ser recolzada inicialment, alguns matemàtics com Viète van mostrar una gran oposició i disputa envers ell i els matemàtics del Papa Gregori, indicant en tot moment que aquest canvi de calendari no era sinó una gran conspiració papal per robar 11 dies al calendari. La disputa va arribar a nivells personals arribant a vegades a l'insult personal, a Clavius li van cridar Vell bóta Alemany al·ludint a la seva corpulència. Enfront aquesta resistència Clavius va escriure la seva famosa epístola  Novi Calendarii romani apologia  (1595) en què justificava l'ús d'aquest nou calendari defensant-se així dels atacs.
En el terreny de l'astronomia va tenir molt clar que la Terra era el centre de l'univers, va ser un defensor acèrrim de la teoria geocèntrica, oposant-se en tot moment als nous corrents que defensaven la teories heliocèntriques recolzada pel seu contemporani Galileo Galilei, tot i que li va reconèixer a Galileu molts dels seus descobriments.
Quan Galileu va començar amb les seves observacions astronòmiques mitjançant el seu telescopi Clavius ja era prou gran, però encara estava actiu. No va veure malament el que esmentava Galileu de les seves observacions, tot i que no estava molt d'acord amb les interpretacions que feia. Per exemple, no estava gens d'acord amb la interpretació que les taques que Galileu veia en la Lluna fossin de veritat muntanyes i valls. El paradoxal és que encara que no creia en ells, avui en dia un dels cràters de la Lluna porta el seu nom (233 km de diàmetre).
Va deixar una bona quantitat de llibres (van ser publicats en edicions molt extenses i avui en dia es poden adquirir còpies d'algunes de les seves obres originals) i també va deixar nombrosos deixebles com Matteo Ricci que va fer una traducció de les seves obres al llenguatge xinès, donant una oportunitat a la Xina de gaudir de texts d'Euclides. La influència de Clavius va ser palesa també en la seva extensa correspondència epistolar avui en dia preservada en diferents fitxers de la Universitat Gregoriana a Roma. Es pot parlar de més de 291 cartes (algunes d'elles es poden considerar autèntics tractats).
Quan Clavius tenia 73 anys la seva salut el va obligar a abandonar els seus treballs i va morir poc després el 12 de febrer de 1612.

## Obres Astronòmiques, Matemàtiques i de Gnomònica

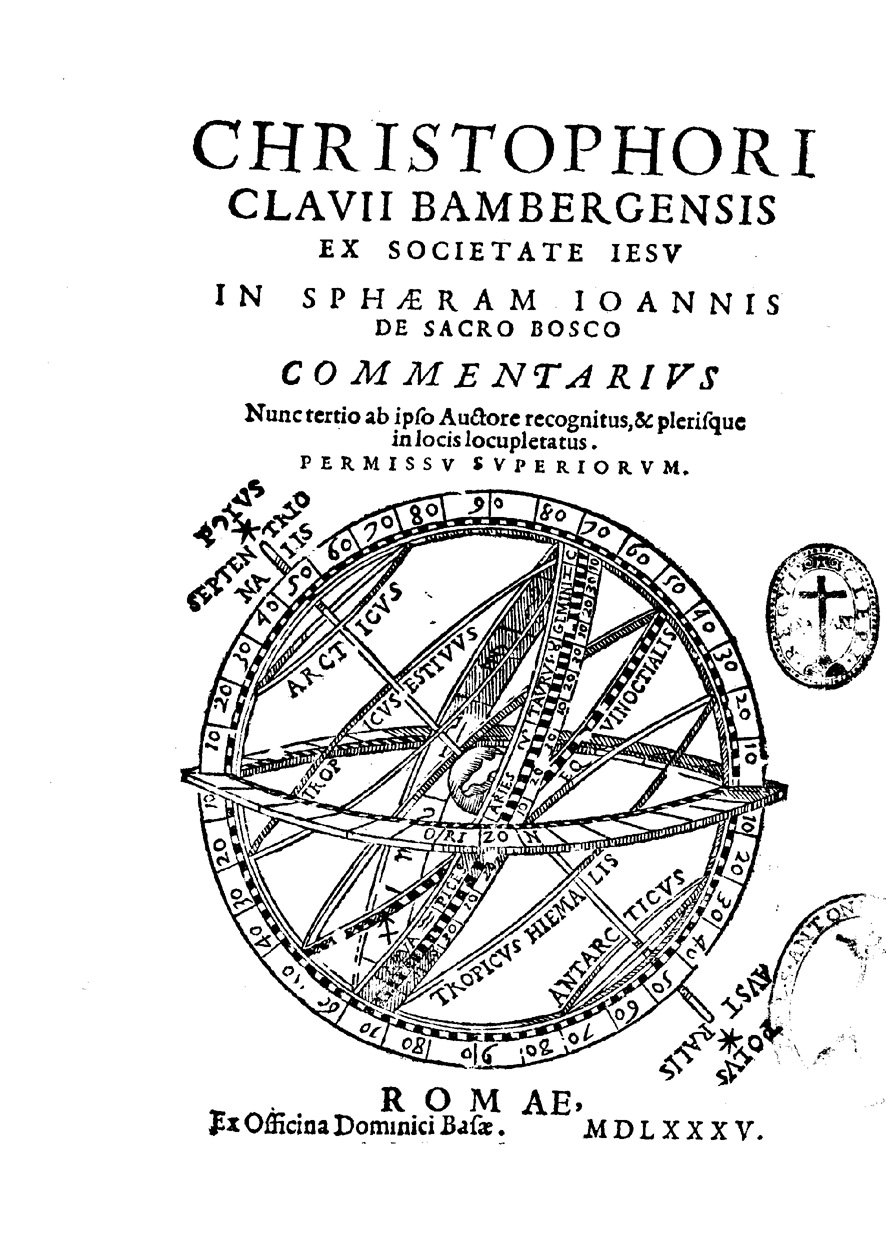
In Sphaeram Ioannis de Sacro Bosco commentarius, 1585

Els seus llibres es van convertir en els llibres de text estàndard de qualsevol introducció a les matemàtiques a qualsevol escola jesuïta. També cal remarcar la seva influència en la redacció de la Ratio Studiorum, el manual pedagògic de les escoles jesuïtes aprovat definitivament el 1599.
- In Sphaeram Ioannis de Sacro Bosco commentarivs (Roma 1570): es tracta d'un comentari a l'obra d'astronomia de Sacrobosco, es va publicar inicialment en 1570. És un dels llibres més influents de Clavius a l'àrea de l'astronomia. D'aquest llibre es van fer reedicions en 1581, 1585, 1593, 1607, i 1611. El llibre conté gran quantitat de referències al seu estudi previ sobre els elements d'Euclides. Aquest llibre va ser molt important a les Universitats de l'època de tot Europa i va ser reimprès posteriorment després de la mort de Clavius a 1612. Es pot considerar des del punt de vista astronòmic que és una presentació d'una visió de la cosmologia Ptolemaica i geocèntrica.[14]
- Evclidis elementorvm libri XV. Accessit XVI (Roma, apud Vicentium Accoltum 1574) Segurament el llibre que va tenir més difusió. Basat en la traducció de Federico Commandino, a la qual fa algunes rectificacions, l'amplia de forma molt important amb comentaris, escolis, lemes, demostracions alternatives, etc-[15] També inclou una pretesa demostració del cinquè postulat d'Euclides.[16]
- Gnomonices Libris VIII  (Roma, apud Franciscum Zanettum 1581): es pot considerar una obra enciclopèdica (més de 800 pàgines amb abundants il·lustracions, reeditada nombroses vegades) en Gnomònica en la qual per primera vegada es descriu i es demostra geomètricament cada una de les possibilitats de construir un Rellotge de sol i esmena els principis per a la mesura del temps. Per a alguns estudiosos aquest llibre és una de les explicacions més extenses de la Gnomònica i per a altres es tracta d'un ampli i complex entramat de demostracions difícil de llegir. Jean-Étienne Montucla diu al seu famós llibre de la història de la matemàtica, que és preferible inventar la gnomònica que seguir les demostracions de Clavius). El cas és que tracta tots els problemes plantejats fins a l'època i relata la manera de resoldre'ls mitjançant geometria.[17]
- Epitome Arithmeticae practicae (Roma, apud Dominici Basae 1583). En aquest llibre aborda temes d'àlgebra i de teoria de nombres. Tenia la intenció d'abordar l'obtenció de les arrels de les equacions de forma generalitzada, però no ho va fer fins al 1605 amb el seu tractat Geometria practica.[18]
- Theodosii Tripolitae Sphaericorum libri III (Roma, apud Dominici Basae 1586)
- Fabrica et usus instrumenti ad horologiorum descriptionem peropportuni (Roma, apud Bartholomaeum Grassum 1586)[17]
- Novi Calendarii romani apologia, (Roma, apud Sanctius 1588)
- Astrolabium, (Roma, apud Bartholomaei Grassi 1593)
- Elenchus et castigatio calendarii Gregoriani, (Roma, apud Aloysium Zanettum 1595)
- Computus ecclesiasticus per digitorum articulos, & tabulas traditus, (Roma, apud Aloysium Zanettum 1603)
- Romani calendarii a Gregorio XIII. P. M. restituti explicatio, (Roma, apud Aloysium Zanettum 1603)
- Geometria practica, (Roma, apud Aloysii Zanetti 1604)
- Tabulae Astronomicae, (Roma, apud Aloysii Zanetti 1605)
- Tabulae Sinuum, Tangentium et Secantium, (Maguncia, apud Ioannis Albini 1607)
- Algebra, (excudebat Stephanus Gamonetus 1609)
- Opera Mathematica (Roma, apud Antonii Hierat 1611)

## Curiositat
A la pel·lícula 2001: una odissea de l'espai de Stanley Kubrick (guió d'Arthur C. Clarke), la base de la Lluna en la qual es troba el famós monòlit porta el nom de Base Clavius.